# Ivan Lendl

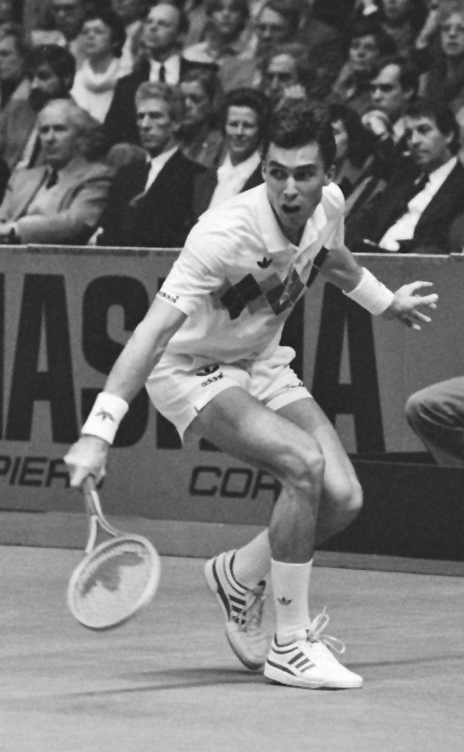
Lendl 1984 im Finale von Rotterdam

Ivan Lendl (* 7. März 1960 in Ostrava, damals Tschechoslowakei, heute Tschechien) ist ein ehemaliger tschechoslowakischer, später US-amerikanischer Tennisspieler.
Lendl, der am 7. Juli 1992 die US-amerikanische Staatsbürgerschaft annahm, gewann in seiner Karriere acht Grand-Slam-Einzeltitel und erreichte die frühere Rekordanzahl von 19 Finalteilnahmen bei Turnieren dieser Kategorie. Mit insgesamt 270 Wochen an der Spitze der Weltrangliste, dabei viermal auch am Jahresende (1985–1987, 1989), war Lendl einer der erfolgreichsten Tennisspieler.
In seiner 17 Jahre dauernden Karriere gewann er 94 Einzeltitel, darunter je dreimal French Open und US Open sowie zweimal die Australian Open, dazu kamen sechs Titel im Doppel. Nur ein Erfolg in Wimbledon, wo er zweimal das Finale erreichte, blieb ihm verwehrt. Zusätzlich gewann er fünfmal das Masters sowie 1980 den Davis Cup mit der Mannschaft der Tschechoslowakei. In seiner Bilanz stehen 1068 gewonnenen Partien 242 Niederlagen gegenüber (bei Grand-Slam-Turnieren 222:49).
Lendl war als Trainer unter anderem für den Briten Andy Murray tätig (2011–2014, 2016–2017, 2022–2023), der unter ihm seine größten Erfolge erzielte und im November 2016 den ersten Platz der Weltrangliste erreichte.

## Tenniskarriere
Bereits in der Jugend war Lendl ein herausragender Spieler, so gewann er 1978 die Junioren-Einzeltitel bei den French Open und in Wimbledon und wurde als Nummer 1 der Juniorenweltrangliste geführt. Im gleichen Jahr wurde er Profi, bereits 1979 erreichte er sein erstes Einzelfinale bei den Herren. 1980 gewann Lendl sieben Turniere, wobei er in drei Wochen drei Turniere auf unterschiedlichen Belägen gewinnen konnte. 1981 gewann er zehn Turniere und erreichte bei den French Open das erste Grand-Slam-Finale seiner Karriere, das er in fünf Sätzen gegen Björn Borg verlor. Lendl stand auch im tschechoslowakischen Team, das 1981 den World Team Cup gewann und das 1984 und 1985 Vizemeister wurde. Im Jahr 1982 beendete er 15 von 23 Turnieren, zu denen er antrat, als Sieger, allerdings verlor er erneut ein Grand-Slam-Finale, diesmal gegen Jimmy Connors bei den US Open. Er hatte eine Siegserie von 44 Spielen und gewann auch erstmals das Saisonabschlussturnier, die WCT Finals. Dort besiegte er John McEnroe ohne Satzverlust. Er begegnete McEnroe erneut im Finale des Masters Grand Prix und gewann wiederum ohne Satzverlust. In dieser Zeit erhöhten sich die Preisgelder wegen der Konkurrenz zwischen zwei Tennisturnieren (Grand Prix und WCT), Lendl wurde zum bisher bestverdienenden Spieler. 
Auch in der folgenden Saison hielt sich Lendl konstant unter den besten Spielern der Welt. Er musste sich aber in zwei weiteren Endspielen bei Grand-Slam-Turnieren geschlagen geben. 1983 gewann er sieben Turniere. Schließlich folgte in der Saison 1984 der erste Sieg bei einem der wichtigsten Turniere der Welt. Bei den French Open in Paris drehte Lendl einen 0:2-Satzrückstand im Finale gegen John McEnroe und errang seinen ersten Major-Turniersieg.
Die Saison 1985 war eine der besten in Lendls Karriere. Unter seinen 11 Einzeltiteln war auch der erste Sieg bei den US Open, wo er zuvor dreimal in Folge im Endspiel gescheitert war. Er erreichte die WCT Finals zum zweiten und letzten Mal, wo er Tim Mayotte in drei Sätzen schlug. Auch in den nächsten beiden Jahren sollte Lendl die US Open gewinnen, dazu kamen zwei weitere Siege bei den French Open und zwei Finalteilnahmen in Wimbledon. Damit beendete Lendl die Jahre 1985–1987 jeweils als bester Spieler der Weltrangliste. Von 1985 bis 1987 gewann er erneut den Masters Grand Prix. Nach zwei Jahren mit jeweils drei Grand-Slam-Finalteilnahmen erreichte Lendl in der Saison 1988 einzig bei den US Open das Finale, wo seine Serie von 27 Siegen in Folge in einem knappen Spiel über fünf Sätze gegen Mats Wilander endete. 1989 folgte der erste Triumph bei den Australian Open. In Paris verlor er im Achtelfinale in einem legendären Match gegen den von Krämpfen geplagten und am Rande einer Aufgabe stehenden Michael Chang mit 6:4, 6:4, 3:6, 3:6, 3:6. Beim Turnier in Wimbledon kam Lendl in dieser Saison wie auch in den folgenden Jahren seiner Karriere nicht mehr über das Halbfinale hinaus.
1990 endete die Serie von acht Finalteilnahmen in Folge bei den US Open, bei den Australian Open gewann Lendl den achten und letzten Grand-Slam-Titel seiner Karriere und am Jahresende konnte er zum zehnten Mal in Folge eine Saison unter den drei besten Spielern der Welt beenden. Bei den Australian Open 1991 erreichte er das letzte Grand-Slam-Finale seiner Karriere, er verlor das Match gegen Boris Becker in vier Sätzen. Die letzten drei Jahre seiner Karriere waren geprägt von anhaltenden Rückenproblemen und frühen Niederlagen bei den wichtigen Turnieren. Schließlich beendete Lendl seine Karriere 1994 im Alter von 34 Jahren und widmete sich danach zunehmend dem Golfsport. Am 28. Februar 2011 spielte er mit John McEnroe ein Freundschaftsspiel im Madison Square Garden. Das erste Mal seit den 1970er Jahren spielte Lendl im Mai 2012 beim Sparta Prague Open Tennisturnier wieder in Prag.
2001 wurde Ivan Lendl in die International Tennis Hall of Fame aufgenommen.

## Erfolge als Trainer
Von Januar 2012 bis März 2014, und wiederum ab Juni 2016, trainierte Lendl den Briten Andy Murray. In dieser Zeit gelangen Murray seine größten Erfolge: Die Goldmedaillen bei den Olympischen Spielen 2012 und 2016, die Grand-Slam-Titelgewinne bei den US Open 2012, in Wimbledon 2013 und 2016 und der Sieg bei den ATP World Tour Finals 2016. Ab dem 7. November 2016 bis zum 20. August 2017 war Murray die Nummer 1 der Weltrangliste. Von den US Open 2018 bis in den Juli 2019 betreute er Alexander Zverev. Die Zeit war von sportlichem Erfolg wie Zverevs Gewinn der ATP Finals 2018, aber auch von frühem Ausscheiden bei großen Turnieren wie Wimbledon geprägt.

## Privatleben
Lendl stammt aus einer tennisbegeisterten Familie. Seine Mutter, Olga Lendlová, war eine der erfolgreichsten Tennisspielerinnen der Tschechoslowakei und war zu ihrer Zeit die zweitbeste Spielerin des Landes. Auch sein Vater, Jiří Lendl, war ein guter Spieler, der im Mai 1990 Vorsitzender der tschechoslowakischen Tennis-Föderation wurde. 1978 wurde Ivan Lendl Tennisprofi.
Seit 1981 lebt Lendl in den Vereinigten Staaten, 1984 zog er endgültig dorthin. 1987 beantragte er eine Green Card und bekam sie, im Jahr 1992 nahm er die US-Staatsbürgerschaft an. 1989 heiratete er Samantha Frankel. Er lebt heute mit seiner Frau und fünf Töchtern im US-Bundesstaat Connecticut. Lendl spielt Golf und steuert die sportliche Entwicklung seiner Töchter, insbesondere deren Golf-Fähigkeiten. Zwei seiner Töchter, Marika und Isabelle, sind Mitglieder des Women’s Golf Team der University of Florida. Caroline ist Mitglied der Rudermannschaft der University of Alabama. Tochter Nikola findet Gefallen am Vielseitigkeitsreiten.
Er sammelt Werke des Künstlers Alfons Mucha.

## Statistiken und Rekorde
| Rang                | Spieler       | Wochen |
| ------------------- | ------------- | ------ |
| 1.                  | Novak Đoković | 428    |
| 2.                  | Roger Federer | 310    |
| 3.                  | Pete Sampras  | 286    |
| 4.                  | Ivan Lendl    | 270    |
| 5.                  | Jimmy Connors | 268    |
| 6.                  | Rafael Nadal  | 209    |
| 7.                  | John McEnroe  | 170    |
| 8.                  | Björn Borg    | 109    |
| 9.                  | Andre Agassi  | 101    |
| Stand: 9. Juni 2024 |               |        |

- Lendl war ab 1989 der männliche Spieler mit den meisten Einzel-Finalteilnahmen bei Grand-Slam-Turnieren (17, zuletzt 19), ehe er 2009 von Roger Federer überboten wurde; derzeit liegt er in dieser Wertung auf Platz vier.
- Mit insgesamt 94 Turniersiegen im Einzel belegt er Platz 4 in der Bestenliste der Open Era hinter Jimmy Connors (109), Federer (103) und Novak Đoković (100).
- Ivan Lendl und Bill Tilden sind die einzigen Spieler der Tennisgeschichte, die acht US-Open-Finalteilnahmen in Folge erreicht haben.
- Neben Roger Federer konnte er als Einziger drei unterschiedliche Grand-Slam-Turniere mindestens zweimal hintereinander für sich entscheiden.
- Lendl hält den Rekord von 66 Siegen in Folge bei Indoor-Turnieren (1981–1983).
- Zwischen Madrid 1981 und Forest Hills 1982 erreichte er 18 Endspiele in Serie und hält damit den Rekord in der Open Era.
- Zusammen mit Pete Sampras liegt er mit fünf Titeln auf Platz 3, was Siege beim saisonabschließenden Masters (heute ATP Finals) betrifft; nur Federer (6) und Đoković (7) verbuchten dort mehr Siege.
- Er hält den Rekord für die meisten Finalteilnahmen in Folge (9) beim Masters Grand Prix, diese bestritt er zwischen 1980 und 1988.
- Mit 21.262.417 erspielten US-Dollar lag Lendl am Ende seiner Karriere auf Platz 1 der Preisgeld-Rangliste. Mittlerweile ist dieser Wert von einigen Spielern überboten worden.
- Insgesamt 270 Wochen wurde Lendl auf der Spitzenposition der Tennisweltrangliste geführt. Dies war Rekord von 1990, als er Jimmy Connors’ Marke von 268 Wochen überbot, bis zum Jahr 1999, als Pete Sampras diese Marke übertreffen konnte. Derzeit belegt Lendl Platz 4 in der ewigen Bestenliste hinter Đoković (428), Federer (310) und Pete Sampras (286). Platz 3 belegt er auch mit 157 ununterbrochenen Nummer-1-Wochen hinter Roger Federer (237) und Jimmy Connors (160).
- Lendl ist (neben Sampras, Connors, McEnroe, Federer, Nadal und Đoković) einer von sieben Spielern, die mindestens viermal eine Saison als Nummer eins der Weltrangliste beendet haben.
- Mit 1068 Profisiegen ist Lendl in dieser Statistik auf Platz 5 der Open-Era-Wertung geführt; mehr Siege gelangen Connors, Federer, Đoković und Nadal.
- Hinter Guillermo Vilas (46) liegt Lendl mit 44 gewonnenen Partien in Serie (in den Jahren 1981 und 1982) auf Platz 2.

## Grand-Slam-Erfolge

### Siege (8)
| Jahr | Turnier         | Finalgegner     | Ergebnis                |
| ---- | --------------- | --------------- | ----------------------- |
| 1984 | French Open     | John McEnroe    | 3:6, 2:6, 6:4, 7:5, 7:5 |
| 1985 | US Open         | John McEnroe    | 7:6, 6:3, 6:4           |
| 1986 | French Open     | Mikael Pernfors | 6:3, 6:2, 6:4           |
| 1986 | US Open         | Miloslav Mečíř  | 6:4, 6:2, 6:0           |
| 1987 | French Open     | Mats Wilander   | 7:5, 6:2, 3:6, 7:6      |
| 1987 | US Open         | Mats Wilander   | 6:7, 6:0, 7:6, 6:4      |
| 1989 | Australian Open | Miloslav Mečíř  | 6:2, 6:2, 6:2           |
| 1990 | Australian Open | Stefan Edberg   | 4:6, 7:6, 5:2 Aufgabe   |

### Finalniederlagen (11)
| Jahr | Turnier         | Finalgegner   | Ergebnis                |
| ---- | --------------- | ------------- | ----------------------- |
| 1981 | French Open     | Björn Borg    | 1:6, 6:4, 2:6, 6:3, 1:6 |
| 1982 | US Open         | Jimmy Connors | 3:6, 2:6, 6:4, 4:6      |
| 1983 | Australian Open | Mats Wilander | 1:6, 4:6, 4:6           |
| 1983 | US Open         | Jimmy Connors | 3:6, 7:6, 5:7, 0:6      |
| 1984 | US Open         | John McEnroe  | 3:6, 4:6, 1:6           |
| 1985 | French Open     | Mats Wilander | 6:3, 4:6, 2:6, 2:6      |
| 1986 | Wimbledon       | Boris Becker  | 4:6, 3:6, 5:7           |
| 1987 | Wimbledon       | Pat Cash      | 6:7, 2:6, 5:7           |
| 1988 | US Open         | Mats Wilander | 4:6, 6:4, 3:6, 7:5, 4:6 |
| 1989 | US Open         | Boris Becker  | 6:7, 6:1, 3:6, 6:7      |
| 1991 | Australian Open | Boris Becker  | 6:1, 4:6, 4:6, 4:6      |

## Karrierebilanz
| Turnier/Statistik | 1978 | 1979 | 1980 | 1981 | 1982 | 1983 | 1984 | 1985 | 1986 | 1987 | 1988 | 1989 | 1990 | 1991 | 1992 | 1993 | 1994 |
| ----------------- | ---- | ---- | ---- | ---- | ---- | ---- | ---- | ---- | ---- | ---- | ---- | ---- | ---- | ---- | ---- | ---- | ---- |
| Australian Open   | -    | -    | 2R   | -    | -    | F    | AF   | HF   | -    | HF   | HF   | S    | S    | F    | VF   | 1R   | AF   |
| French Open       | 1R   | AF   | 3R   | F    | AF   | VF   | S    | F    | S    | S    | VF   | AF   | -    | -    | 2R   | 1R   | 1R   |
| Wimbledon         | -    | 1R   | 3R   | 1R   | -    | HF   | HF   | AF   | F    | F    | HF   | HF   | HF   | 3R   | AF   | 2R   | -    |
| US Open           | -    | 2R   | VF   | AF   | F    | F    | F    | S    | S    | S    | F    | F    | VF   | HF   | VF   | 1R   | 2R   |
| Turniersiege      | 0    | 0    | 7    | 10   | 15   | 7    | 3    | 11   | 9    | 8    | 3    | 10   | 5    | 3    | 1    | 2    | 0    |
| Jahresendposition | 74   | 20   | 6    | 2    | 3    | 2    | 3    | 1    | 1    | 1    | 2    | 1    | 3    | 5    | 8    | 19   | 54   |

AF = Achtelfinale;
VF = Viertelfinale;
HF = Halbfinale;
F = Finale;
S = Turniersieg;
Ziffer = 1.-3. Turnierrunde;

## Erfolge
| Legende                      |
| Grand Slam (8)               |
| Masters Grand Prix (5)       |
| Grand Prix Super Series (22) |
| Grand Prix Series (65)       |

### Einzel

#### Turniersiege
| Nr. | Jahr               | Turnier              | Belag         | Finalgegner            | Ergebnis                    |
| --- | ------------------ | -------------------- | ------------- | ---------------------- | --------------------------- |
| 1.  | 13. April 1980     | Houston              | Sand          | Eddie Dibbs            | 6:1, 6:3                    |
| 2.  | 17. August 1980    | Toronto              | Hartplatz     | Björn Borg             | 4:6, 5:4, Aufgabe           |
| 3.  | 12. Oktober 1980   | Barcelona            | Sand          | Guillermo Vilas        | 6:4, 5:7, 6:4, 4:6, 6:1     |
| 4.  | 19. Oktober 1980   | Basel                | Hartplatz (i) | Björn Borg             | 6:3, 6:2, 5:7, 0:6, 6:4     |
| 5.  | 26. Oktober 1980   | Tokio                | Sand          | Eliot Teltscher        | 3:6, 6:4, 6:0               |
| 6.  | 9. November 1980   | Hongkong             | Hartplatz     | Brian Teacher          | 5:7, 7:6, 6:3               |
| 7.  | 16. November 1980  | Taipeh               | Teppich (i)   | Brian Teacher          | 6:7, 6:3, 6:3, 7:6          |
| 8.  | 29. März 1981      | Stuttgart Indoor     | Hartplatz (i) | Chris Lewis            | 6:3, 6:0, 6:7, 6:3          |
| 9.  | 26. April 1981     | Las Vegas            | Hartplatz     | Harold Solomon         | 6:4, 6:2                    |
| 10. | 16. August 1981    | Montreal (2)         | Hartplatz     | Eliot Teltscher        | 6:3, 6:2                    |
| 11. | 4. Oktober 1981    | Madrid               | Sand          | Pablo Arraya           | 6:3, 6:2, 6:2               |
| 12. | 11. Oktober 1981   | Barcelona (2)        | Sand          | Guillermo Vilas        | 6:0, 6:3, 6:0               |
| 13. | 18. Oktober 1981   | Basel (2)            | Hartplatz (i) | José Luis Clerc        | 6:2, 6:3, 6:0               |
| 14. | 25. Oktober 1981   | Wien                 | Hartplatz (i) | Brian Gottfried        | 1:6, 6:0, 6:1, 6:2          |
| 15. | 1. November 1981   | Köln                 | Teppich (i)   | Sandy Mayer            | 6:3, 6:3                    |
| 16. | 22. November 1981  | Buenos Aires         | Sand          | Guillermo Vilas        | 6:2, 6:2                    |
| 17. | 17. Januar 1982    | Masters (1)          | Teppich (i)   | Vitas Gerulaitis       | 6:7, 2:6, 7:6, 6:2, 6:4     |
| 18. | 31. Januar 1982    | Delray Beach         | Sand          | Peter McNamara         | 6:4, 4:6, 6:4, 7:5          |
| 19. | 28. Februar 1982   | Genua                | Teppich (i)   | Vitas Gerulaitis       | 6:7, 6:4, 6:3, 6:3          |
| 20. | 14. März 1982      | München              | Teppich (i)   | Tomáš Šmíd             | 3:6, 6:3, 6:1, 6:2          |
| 21. | 21. März 1982      | Straßburg            | Teppich (i)   | Tim Mayotte            | 6:0, 7:5, 6:1               |
| 22. | 4. April 1982      | Frankfurt am Main    | Teppich (i)   | Peter McNamara         | 6:2, 6:2                    |
| 23. | 18. April 1982     | Houston (2)          | Sand          | José Luis Clerc        | 3:6, 7:6, 6:0, 1:4, Aufgabe |
| 24. | 25. April 1982     | WCT Finals           | Teppich (i)   | John McEnroe           | 6:2, 3:6, 6:3, 6:3          |
| 25. | 9. Mai 1982        | Forest Hills         | Sand          | Eddie Dibbs            | 6:1, 6:1                    |
| 26. | 25. Juli 1982      | Washington, D.C.     | Sand          | Jimmy Arias            | 6:3, 6:3                    |
| 27. | 1. August 1982     | North Conway         | Sand          | José Higueras          | 6:3, 6:2                    |
| 28. | 22. August 1982    | Cincinnati           | Hartplatz     | Steve Denton           | 6:2, 7:6                    |
| 29. | 26. September 1982 | Los Angeles          | Teppich (i)   | Kevin Curren           | 7:6, 7:5, 6:1               |
| 30. | 17. Oktober 1982   | Neapel               | Teppich (i)   | Wojciech Fibak         | 6:4, 6:2, 6:1               |
| 31. | 19. Dezember 1982  | Hartford             | Teppich (i)   | Bill Scanlon           | 6:2, 6:4, 7:5               |
| 32. | 23. Januar 1983    | Masters (2)          | Teppich (i)   | John McEnroe           | 6:4, 6:4, 6:2               |
| 33. | 30. Januar 1983    | Detroit              | Teppich (i)   | Guillermo Vilas        | 7:5, 6:2, 2:6, 6:4          |
| 34. | 27. März 1983      | Mailand              | Teppich (i)   | Kevin Curren           | 5:7, 6:3, 7:6               |
| 35. | 10. April 1983     | Houston (3)          | Sand          | Paul McNamee           | 6:2, 6:0, 6:3               |
| 36. | 17. April 1983     | Hilton Head          | Sand          | Guillermo Vilas        | 6:2, 6:1, 6:0               |
| 37. | 14. August 1983    | Montreal (3)         | Hartplatz     | Anders Järryd          | 6:2, 6:2                    |
| 38. | 25. September 1983 | San Francisco        | Teppich (i)   | John McEnroe           | 3:6, 7:6, 6:4               |
| 39. | 30. Oktober 1983   | Tokio Indoor         | Teppich (i)   | Scott Davis            | 3:6, 6:3, 6:4               |
| 40. | 15. April 1984     | Luxemburg            | Teppich (i)   | Tomáš Šmíd             | 6:4, 6:4                    |
| 41. | 10. Juni 1984      | French Open          | Sand          | John McEnroe           | 3:6, 2:6, 6:4, 7:5, 7:5     |
| 42. | 11. November 1984  | Wembley              | Teppich (i)   | Andrés Gómez           | 6:3, 7:5                    |
| 43. | 31. März 1985      | Fort Myers           | Hartplatz     | Jimmy Connors          | 6:3, 6:2                    |
| 44. | 7. April 1985      | Monte Carlo          | Sand          | Mats Wilander          | 6:1, 6:3, 4:6, 6:4          |
| 45. | 14. April 1985     | WCT Finals (2)       | Teppich (i)   | Tim Mayotte            | 7:6, 6:4, 6:1               |
| 46. | 12. Mai 1985       | Forest Hills (2)     | Sand          | John McEnroe           | 6:3, 6:3                    |
| 47. | 28. Juli 1985      | Indianapolis         | Sand          | Andrés Gómez           | 6:1, 6:3                    |
| 48. | 8. September 1985  | US Open              | Hartplatz     | John McEnroe           | 7:6, 6:3, 6:4               |
| 49. | 15. September 1985 | Stuttgart            | Sand          | Brad Gilbert           | 6:4, 6:0                    |
| 50. | 20. Oktober 1985   | Sydney Indoor        | Hartplatz (i) | Henri Leconte          | 6:4, 6:4, 7:6               |
| 51. | 27. Oktober 1985   | Tokio Indoor (2)     | Teppich (i)   | Mats Wilander          | 6:0, 6:4                    |
| 52. | 17. November 1985  | Wembley (2)          | Teppich (i)   | Boris Becker           | 6:7, 6:3, 4:6, 6:4, 6:4     |
| 53. | 19. Januar 1986    | Masters (3)          | Teppich (i)   | Boris Becker           | 6:2, 7:6, 6:3               |
| 54. | 2. Februar 1986    | Philadelphia         | Teppich (i)   | Tim Mayotte            | kampflos                    |
| 55. | 23. Februar 1986   | Boca West            | Hartplatz     | Mats Wilander          | 3:6, 6:1, 7:6, 6:4          |
| 56. | 16. März 1986      | Mailand (2)          | Teppich (i)   | Joakim Nyström         | 6:2, 6:2, 6:4               |
| 57. | 23. März 1986      | Fort Myers (2)       | Hartplatz     | Jimmy Connors          | 6:2, 6:0                    |
| 58. | 18. Mai 1986       | Rom                  | Sand          | Emilio Sánchez         | 7:5, 4:6, 6:1, 6:1          |
| 59. | 8. Juni 1986       | French Open (2)      | Sand          | Mikael Pernfors        | 6:3, 6:2, 6:4               |
| 60. | 10. August 1986    | Stratton Mountain    | Hartplatz     | Boris Becker           | 6:4, 7:6                    |
| 61. | 7. September 1986  | US Open (2)          | Hartplatz     | Miloslav Mečíř         | 6:4, 6:2, 6:0               |
| 62. | 7. Dezember 1986   | Masters (4)          | Teppich (i)   | Boris Becker           | 6:4, 6:4, 6:4               |
| 63. | 3. Mai 1987        | Hamburg              | Sand          | Miloslav Mečíř         | 6:1, 6:3, 6:3               |
| 64. | 7. Juni 1987       | French Open (3)      | Sand          | Mats Wilander          | 7:5, 6:2, 3:6, 7:6          |
| 65. | 2. August 1987     | Washington, D.C. (2) | Hartplatz     | Brad Gilbert           | 6:1, 6:0                    |
| 66. | 16. August 1987    | Montreal (4)         | Hartplatz     | Stefan Edberg          | 6:4, 7:6                    |
| 67. | 13. September 1987 | US Open (3)          | Hartplatz     | Mats Wilander          | 6:7, 6:0, 7:6, 6:4          |
| 68. | 18. Oktober 1987   | Sydney Indoor (2)    | Hartplatz (i) | Pat Cash               | 6:4, 6:2, 6:4               |
| 69. | 15. November 1987  | Wembley (3)          | Teppich (i)   | Anders Järryd          | 6:3, 6:2, 7:5               |
| 70. | 7. Dezember 1987   | Masters (5)          | Teppich (i)   | Mats Wilander          | 6:2, 6:2, 6:3               |
| 71. | 24. April 1988     | Monte Carlo (2)      | Sand          | Martín Jaite           | 5:7, 6:4, 7:5, 6:3          |
| 72. | 15. Mai 1988       | Rom (2)              | Sand          | Guillermo Pérez Roldán | 2:6, 6:4, 6:2, 4:6, 6:4     |
| 73. | 14. August 1988    | Toronto (5)          | Hartplatz     | Kevin Curren           | 7:6, 6:2                    |
| 74. | 29. Januar 1989    | Australian Open      | Hartplatz     | Miloslav Mečíř         | 6:2, 6:2, 6:2               |
| 75. | 12. März 1989      | Scottsdale           | Hartplatz     | Stefan Edberg          | 6:2, 6:3                    |
| 76. | 2. April 1989      | Miami (2)            | Hartplatz     | Thomas Muster          | kampflos                    |
| 77. | 7. Mai 1989        | Forest Hills (3)     | Sand          | Jaime Yzaga            | 6:2, 6:1                    |
| 78. | 14. Mai 1989       | Hamburg (2)          | Sand          | Horst Skoff            | 6:4, 6:1, 6:3               |
| 79. | 18. Juni 1989      | Queen’s Club         | Rasen         | Christo van Rensburg   | 4:6, 6:3, 6:4               |
| 80. | 20. August 1989    | Montreal             | Hartplatz     | John McEnroe           | 6:1, 6:3                    |
| 81. | 1. Oktober 1989    | Bordeaux             | Sand          | Emilio Sánchez         | 6:2, 6:2                    |
| 82. | 15. Oktober 1989   | Sydney Indoor (3)    | Hartplatz (i) | Lars-Anders Wahlgren   | 6:2, 6:1, 6:3               |
| 83. | 12. November 1989  | Stockholm            | Teppich (i)   | Magnus Gustafsson      | 6:1, 6:3                    |
| 84. | 28. Januar 1990    | Australian Open (2)  | Hartplatz     | Stefan Edberg          | 4:6, 7:6, 5:2, Aufgabe      |
| 85. | 11. Februar 1990   | Mailand (3)          | Teppich (i)   | Tim Mayotte            | 6:3, 6:2                    |
| 86. | 18. Februar 1990   | Toronto Indoor       | Teppich (i)   | Tim Mayotte            | 6:3, 6:0                    |
| 87. | 17. Juni 1990      | Queen’s Club (2)     | Rasen         | Boris Becker           | 6:3, 6:2                    |
| 88. | 14. Oktober 1990   | Tokio Indoor (3)     | Teppich (i)   | Boris Becker           | 4:6, 6:3, 7:6               |
| 89. | 17. Februar 1991   | Philadelphia (2)     | Teppich (i)   | Pete Sampras           | 5:7, 6:4, 6:4, 3:6, 6:3     |
| 90. | 24. Februar 1991   | Memphis              | Hartplatz (i) | Michael Stich          | 7:5, 6:3                    |
| 91. | 25. August 1991    | Long Island          | Hartplatz     | Stefan Edberg          | 6:3, 6:2                    |
| 92. | 18. Oktober 1992   | Tokio Indoor (4)     | Teppich (i)   | Henrik Holm            | 7:6, 6:4                    |
| 93. | 2. Mai 1993        | München              | Sand          | Michael Stich          | 7:6, 6:3                    |
| 94. | 17. Oktober 1993   | Tokio Indoor (5)     | Teppich (i)   | Todd Martin            | 6:4, 6:4                    |

#### Finalteilnahmen
| Nr. | Datum              | Turnier                     | Belag         | Finalgegner         | Ergebnis                      |
| --- | ------------------ | --------------------------- | ------------- | ------------------- | ----------------------------- |
| 1.  | 17. Juni 1979      | Brüssel (1)                 | Sand          | Balázs Taróczy      | 1:6, 6:1, 3:6                 |
| 2.  | 9. März 1980       | Washington                  | Teppich (i)   | Victor Amaya        | 7:6, 4:6, 5:7                 |
| 3.  | 27. Juli 1980      | Kitzbühel                   | Sand          | Guillermo Vilas     | 3:6, 2:6, 2:6                 |
| 4.  | 18. Januar 1981    | Masters (1)                 | Teppich (i)   | Björn Borg          | 4:6, 2:6, 2:6                 |
| 5.  | 8. Februar 1981    | Richmond                    | Teppich (i)   | Yannick Noah        | 1:6, 1:3 aufgg.               |
| 6.  | 22. Februar 1981   | La Quinta (1)               | Hartplatz     | Jimmy Connors       | 3:6, 6:7                      |
| 7.  | 7. Juni 1981       | French Open (1)             | Sand          | Björn Borg          | 1:6, 6:4, 2:6, 6:3, 1:6       |
| 8.  | 19. Juli 1981      | Stuttgart                   | Sand          | Björn Borg          | 6:1, 6:7, 2:6, 4:6            |
| 9.  | 9. August 1981     | Indianapolis                | Sand          | José Luis Clerc     | 6:4, 4:6, 2:6                 |
| 10. | 21. Februar 1982   | La Quinta (2)               | Hartplatz     | Yannick Noah        | 6:3, 2:6, 5:7                 |
| 11. | 11. April 1982     | Monte Carlo                 | Sand          | Guillermo Vilas     | 1:6, 6:7, 3:6                 |
| 12. | 2. Mai 1982        | Madrid                      | Sand          | Guillermo Vilas     | 7:6, 6:4, 0:6, 3:6, 3:6       |
| 13. | 15. August 1982    | Toronto (1)                 | Hartplatz     | Vitas Gerulaitis    | 6:4, 1:6, 3:6                 |
| 14. | 12. September 1982 | US Open (1)                 | Hartplatz     | Jimmy Connors       | 3:6, 2:6, 6:4, 4:6            |
| 15. | 6. Februar 1983    | Philadelphia (1)            | Teppich (i)   | John McEnroe        | 6:4, 6:7, 4:6, 3:6            |
| 16. | 13. März 1983      | Brüssel (2)                 | Hartplatz (i) | Peter McNamara      | 4:6, 6:4, 6:7                 |
| 17. | 1. Mai 1983        | WCT Finals                  | Teppich (i)   | John McEnroe        | 2:6, 6:4, 3:6, 7:6, 6:7       |
| 18. | 11. September 1983 | US Open (2)                 | Hartplatz     | Jimmy Connors       | 3:6, 7:6, 5:7, 0:6            |
| 19. | 11. Dezember 1983  | Australian Open (1)         | Rasen         | Mats Wilander       | 1:6, 4:6, 4:6                 |
| 20. | 15. Januar 1984    | Masters (2)                 | Teppich (i)   | John McEnroe        | 3:6, 4:6, 4:6                 |
| 21. | 29. Januar 1984    | Philadelphia (2)            | Teppich (i)   | John McEnroe        | 3:6, 6:3, 3:6, 6:7            |
| 22. | 11. März 1984      | Brüssel (3)                 | Hartplatz (i) | John McEnroe        | 1:6, 3:6                      |
| 23. | 18. März 1984      | Rotterdam (1)               | Teppich (i)   | Jimmy Connors       | 6:0, 1:0 Abbruch ohne Sieger  |
| 24. | 13. Mai 1984       | Forest Hills                | Sand          | John McEnroe        | 4:6, 2:6                      |
| 25. | 9. September 1984  | US Open (3)                 | Hartplatz     | John McEnroe        | 3:6, 4:6, 1:6                 |
| 26. | 14. Oktober 1984   | Sydney Indoor (1)           | Hartplatz (i) | Anders Järryd       | 3:6, 2:6, 4:6                 |
| 27. | 21. Oktober 1984   | Tokio Indoor (1)            | Hartplatz (i) | Jimmy Connors       | 4:6, 6:3, 0:6                 |
| 28. | 13. Januar 1985    | Masters (3)                 | Teppich (i)   | John McEnroe        | 5:7, 0:6, 4:6                 |
| 29. | 9. Juni 1985       | French Open (2)             | Sand          | Mats Wilander       | 6:3, 4:6, 2:6, 2:6            |
| 30. | 11. August 1985    | Stratton Mountain (1)       | Hartplatz     | John McEnroe        | 6:7, 2:6                      |
| 31. | 18. August 1985    | Montreal                    | Hartplatz     | John McEnroe        | 5:7, 3:6                      |
| 32. | 30. März 1986      | Chicago                     | Teppich (i)   | Boris Becker        | 6:7, 3:6                      |
| 33. | 6. Juli 1986       | Wimbledon Championships (1) | Rasen         | Boris Becker        | 4:6, 3:6, 5:7                 |
| 34. | 19. Oktober 1986   | Sydney Indoor (2)           | Hartplatz (i) | Boris Becker        | 6:3, 6:7, 2:6, 0:6            |
| 35. | 8. März 1987       | Key Biscayne                | Hartplatz     | Miloslav Mečíř      | 5:7, 2:6, 5:7                 |
| 36. | 5. Juli 1987       | Wimbledon Championships (2) | Rasen         | Pat Cash            | 6:7, 2:6, 5:7                 |
| 37. | 9. August 1987     | Stratton Mountain (2)       | Hartplatz     | John McEnroe        | Turniersieg nicht ausgespielt |
| 38. | 25. Oktober 1987   | Tokio Indoor (2)            | Teppich (i)   | Stefan Edberg       | 7:6, 4:6, 4:6                 |
| 39. | 11. September 1988 | US Open (4)                 | Hartplatz     | Mats Wilander       | 4:6, 6:4, 3:6, 7:5, 4:6       |
| 40. | 5. Dezember 1988   | Masters (4)                 | Teppich (i)   | Boris Becker        | 7:5, 6:7, 6:3, 2:6, 6:7       |
| 41. | 23. April 1989     | Tokio (1)                   | Hartplatz     | Stefan Edberg       | 3:6, 6:2, 4:6                 |
| 42. | 10. September 1989 | US Open (5)                 | Hartplatz     | Boris Becker        | 6:7, 6:1, 3:6, 6:7            |
| 43. | 25. Februar 1990   | Stuttgart                   | Hartplatz     | Boris Becker        | 2:6, 2:6                      |
| 44. | 27. Januar 1991    | Australian Open (2)         | Hartplatz     | Boris Becker        | 6:1, 4:6, 4:6, 4:6            |
| 45. | 3. März 1991       | Rotterdam (2)               | Teppich (i)   | Jimmy Connors       | 6:3, 6:74, 6:74               |
| 46. | 14. April 1991     | Tokio (2)                   | Hartplatz     | Stefan Edberg       | 1:6, 5:7, 0:6                 |
| 47. | 26. Juli 1992      | Toronto (2)                 | Hartplatz     | Andre Agassi        | 6:3, 2:6, 0:6                 |
| 48. | 16. August 1992    | Cincinnati                  | Hartplatz     | Pete Sampras        | 3:6, 6:3, 4:6                 |
| 49. | 30. August 1992    | Long Island                 | Hartplatz     | Petr Korda          | 2:6, 2:6                      |
| 50. | 21. Februar 1993   | Philadelphia (3)            | Hartplatz (i) | Mark Woodforde      | 4:5, aufgg.                   |
| 51. | 18. April 1993     | Nizza                       | Sand          | Marc-Kevin Goellner | 6:1, 4:6, 2:6                 |
| 52. | 16. Januar 1994    | Sydney                      | Hartplatz     | Pete Sampras        | 6:75, 4:6                     |

### Doppel

#### Turniersiege
| Nr. | Datum              | Turnier    | Belag       | Doppelpartner  | Finalgegner                   | Ergebnis      |
| --- | ------------------ | ---------- | ----------- | -------------- | ----------------------------- | ------------- |
| 1.  | 30. September 1979 | Berlin     | Sand        | Carlos Kirmayr | Jorge Andrew Stanislav Birner | 6:2, 6:1      |
| 2.  | 6. Oktober 1980    | Barcelona  | Sand        | Steve Denton   | Pavel Složil Balázs Taróczy   | 6:2, 6:7, 6:3 |
| 3.  | 11. November 1984  | Wembley    | Teppich (i) | Andrés Gómez   | Pavel Složil Tomáš Šmíd       | 6:2, 6:2      |
| 4.  | 15. September 1985 | Stuttgart  | Sand        | Tomáš Šmíd     | Andy Kohlberg João Soares     | 3:6, 6:4, 6:2 |
| 5.  | 23. März 1986      | Fort Myers | Hartplatz   | Andrés Gómez   | Peter Doohan Paul McNamee     | 7:5, 6:4      |
| 6.  | 4. Januar 1987     | Adelaide   | Rasen       | Bill Scanlon   | Peter Doohan Laurie Warder    | 6:7, 6:3, 6:4 |

#### Finalteilnahmen
| Nr. | Datum              | Turnier       | Belag         | Doppelpartner        | Finalgegner                         | Ergebnis      |
| --- | ------------------ | ------------- | ------------- | -------------------- | ----------------------------------- | ------------- |
| 1.  | 20. Mai 1979       | Florenz       | Sand          | Pavel Složil         | Paolo Bertolucci Adriano Panatta    | 4:6, 3:6      |
| 2.  | 10. August 1980    | Indianapolis  | Sand          | Wojciech Fibak       | Kevon Curren Steve Denton           | 6:3, 6:7, 4:6 |
| 3.  | 24. August 1980    | Cincinnati    | Sand          | Wojciech Fibak       | Bruce Manson Brian Teacher          | 7:6, 5:7, 4:6 |
| 4.  | 25. September 1983 | San Francisco | Teppich (i)   | Vincent Van Patten   | Peter Fleming Patrick McEnroe       | 1:6, 2:6      |
| 5.  | 26. Oktober 1986   | Tokio Indoor  | Teppich (i)   | Andrés Gómez         | Mike DePalmer Gary Donnelly         | 3:6, 5:7      |
| 6.  | 24. April 1988     | Monte Carlo   | Sand          | Henri Leconte        | Sergio Casal Emilio Sánchez Vicario | 1:6, 3:6      |
| 7.  | 17. Juni 1990      | Queen’s Club  | Rasen         | Henri Leconte        | Jeremy Bates Kevin Curren           | 2:6, 6:7      |
| 8.  | 7. Oktober 1990    | Sydney Indoor | Hartplatz (i) | Stefan Edberg        | Broderick Dyke Peter Lundgren       | 2:6, 4:6      |
| 9.  | 12. April 1992     | Barcelona     | Sand          | Karel Nováček        | Andrés Gómez Javier Sánchez         | 4:6, 4:6      |
| 10. | 7. Februar 1993    | Marseille     | Teppich (i)   | Christo van Rensburg | Arnaud Boetsch Olivier Delaître     | 3:6, 6:7      |